# Lithobates sylvaticus
Lithobates sylvaticus är en groddjursart som först beskrevs av John Lawrence LeConte 1825.  Lithobates sylvaticus ingår i släktet Lithobates och familjen egentliga grodor. IUCN kategoriserar arten globalt som livskraftig. Inga underarter finns listade i Catalogue of Life.